# 河南忠骨大墓
河南忠骨大墓，位于中国湖南省长沙市，是清咸丰年间从河南驰援保卫长沙而阵亡的将士的合葬墓。

## 历史沿革
清咸丰二年（1852年）九月，清广西提督向荣率河南兵勇与太平军翼王石达开部交战于长沙城大西门对岸湘江牛头洲（今橘子洲），清军寡不敌众，阵亡700余名。又有长沙南门被太平军地道爆破而炸塌，清军奋力封堵，死伤甚多。战后民众捐资收葬于岳麓书院前天马山，墓碑题：忠骨大墓，墓前建“萃忠坊”。今时，墓碑、墓坊皆不存。

## 墓志铭
王先谦作铭：“咨尔汴人我邦桀，从征于南气勇决。奉扬皇灵扫逋孽，于粤于楚锋再折。湘洲丛丛惨同穴，精魂激荡水呜咽。父悲母啕儿叫绝，靡家靡室甘伏节。壮我乡国士有朅，孔哀且嘉表兹碣，更千亿龄江不啮。”